# نفحات الاعجاز
نفحات الاعجاز (به فارسی مرزهای اعجاز) تالیف سید ابوالقاسم خویی کتابی است در شرح چگونگی اعجاز قرآن.
خویی در این کتاب به تعریف اعجاز و اینکه نبوت پیامبران چگونه تشخیص داده می‌شود پرداخته‌است. سپس به جزئیات اعجاز قرآن پرداخته و به برخی سؤال‌ها در باره اعجاز قرآن پاسخ داده‌است.
جعفر سبحانی این کتاب را به فارسی با نام مرزهای اعجاز ترجمه نموده است.